# Идеальный круг
«Идеальный круг» (босн. Savršeni krug) — фильм 1997 года боснийского режиссёра Адемира Кеновича, военная драма, события которой происходят во время осады Сараево в 1992—1996 годах. Премьера ленты состоялась на кинофестивале в Монреале.

## Сюжет
Боснийский поэт Хамза отсылает дочь и жену из Сараево в Хорватию, чтобы уберечь их от войны. Он находит двух сирот Адиса и Карима, которые искали свою тётю. Теперь Хамза должен уберечь и их жизнь, ведь продолжается осада Сараева.

## Показы, номинации и награды
Фильм был удостоен показов в рамках ряда кинофестивалей, включая:
- 24 августа 1997 — Мировая премьера на Монреальском кинофестивале (Канада);
- 10 сентября 1997 — «Режиссёрские недели» в рамках Каннского кинофестиваля (Франция);
- Ноябрь 1997 — Международный кинофестиваль в Токио (Япония);
- 17 ноября 1997 — Международный кинофестиваль в Мар-дель-Плата (Ангентина);
- 22 ноября 1997 — Международный кинофестиваль в Салониках (Греция);
- 1998 — Международный кинофестиваль Национальной синематеки Мексики;
- 2004 — Пражский международный кинофестиваль «Фебиофест».

Помимо показов, он был удостоен призов или включения в шорт-листы нескольких кинопремий:
- Премия Европейской киноакадемии — номинации и категориях «Лучший сценарий» (Адемир Кенович и Абдула Сидран) и «Лучший фильм» (продюсер Питер ван Вогельполь).
- Парижский кинофестиваль[англ.] — специальный приз жюри (Адемир Кенович).
- Международный кинофестиваль в Сент-Луисе[англ.] — премия зрительских симпатий (Адемир Кенович).
- Международный кинофестиваль в Токио — Гран-при и премия за лучшую режиссуру (Адемир Кенович).
- Международный кинофестиваль в Вальядолиде — Премия ФИПРЕССИ (Адемир Кенович).
- Каннский кинофестиваль — премия Франсуа Шале (Адемир Кенович).